# Přechod (astronomie)
Termín přechod nebo též tranzit může mít v astronomii několik významů:
- přechod jednoho nebeského tělesa mezi pozorovatelem a jiným tělesem, takže se zdánlivě pohybuje přes jeho disk
- přechod nebeského tělesa přes nultý poledník vlivem zemské rotace, který nastává přesně v půli cesty mezi východem a západem tohoto tělesa; pozorování přechodů přes nultý poledník bylo kdysi důležitým nástrojem při určování přesného času
- přechod hvězdy vlivem zemské rotace přes zorné pole dalekohledu; změřením doby přechodu lze zjistit velikost zorného pole použitého okuláru[1]

Následující text pojednává o prvním typu přechodu.

## Definice

Simulace měsíce Io přecházejícího přes Jupiter při pohledu ze Země. Na povrchu planety lze pozorovat stín měsíce Io, který je viditelný, protože Slunce a Země nejsou s Jupiterem zcela v jedné přímce

Výraz „přechod“ se užívá v případech, kdy se bližší těleso z obou pozorovaných těles zdá znatelně menší než těleso vzdálenější. Případy, kdy se bližší těleso zdá větší, takže vzdálenější těleso během úkazu zcela zakryje, se nazývají zákryty.

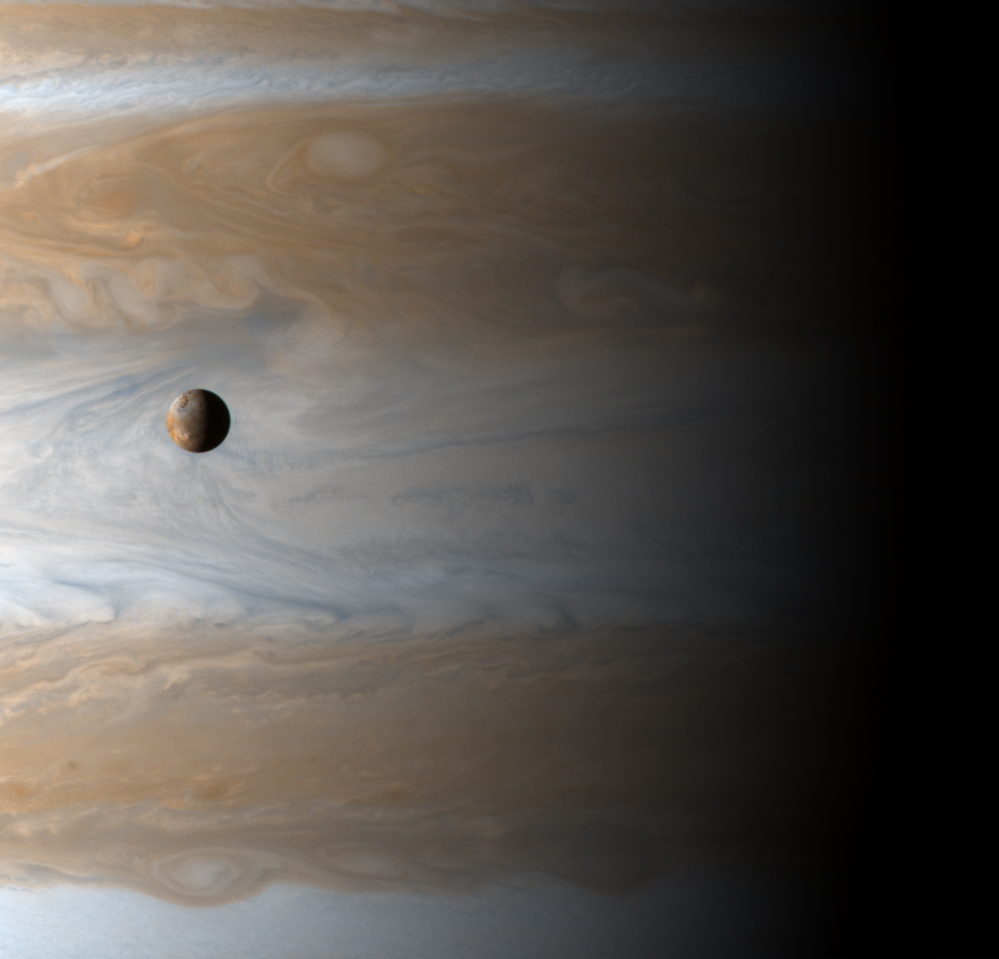
Io přechází přes Jupiter, pozorování sondy Cassini

Příkladem přechodu může být pohyb planety mezi pozemským pozorovatelem a Sluncem, což se může stát pouze v případech vnitřních planet Merkuru a Venuše (viz přechod Merkuru a přechod Venuše). Při pohledu z vnějších planet však může přes sluneční disk přecházet i Země.

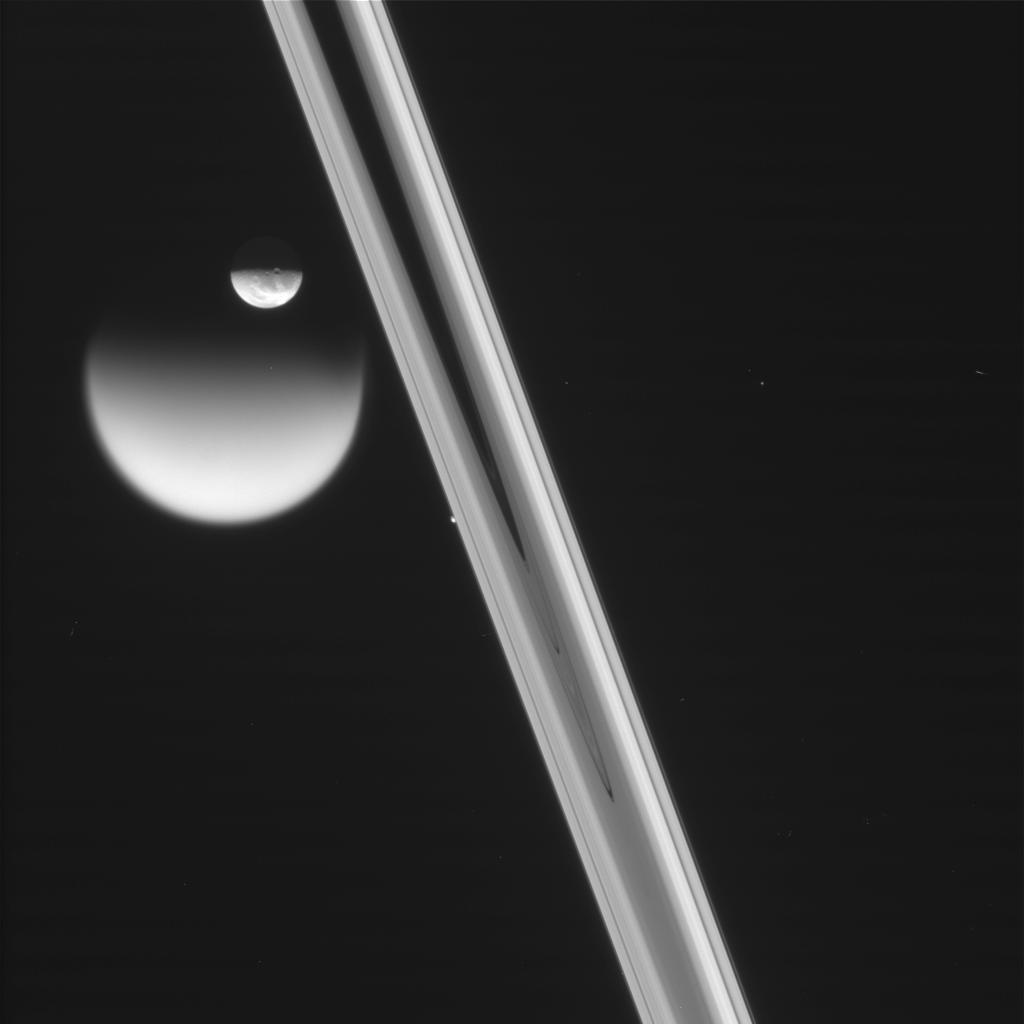
Dione přechází přes Titan a na pozadí dochází k zákrytu malého měsíce Prometheus Saturnovým prstencem

Termín lze také použít k popisu pohybu měsíce přes disk jeho mateřské planety. Často lze ze Země pozorovat například přechody Galileovských měsíců (Io, Europa, Ganymed a Callisto) přes Jupiter.
Při přechodu se musí v jedné přímce nacházet nejméně tři tělesa, vzácně se však v jedné přímce ocitnou i tělesa čtyři. Nejblíže současnosti tato situace nastala 27. dubna 1586, kdy Merkur přecházel přes sluneční disk při pohledu z Venuše a ve stejné době Merkur i Venuše přecházely přes sluneční disk při pohledu ze Saturnu.
Přechody extrasolárních planet přes jejich mateřské hvězdy, čímž způsobí nepatrný pokles jejich jasnosti, lze využít k jejich detekci. První exoplanetou, která byla tímto způsobem objevena, je HD 209458b.

### Kontakty
Při přechodu jednoho tělesa přes disk tělesa jiného lze pozorovat čtyři tzv. kontakty:
1. První kontakt: menší těleso je ještě zcela mimo disk většího tělesa, kterého se právě poprvé dotkla, a pohybuje se směrem dovnitř
2. Druhý kontakt: menší těleso se ocitá zcela uvnitř disku většího tělesa, přestává se dotýkat jeho okraje a dále se pohybuje směrem dovnitř
3. Třetí kontakt: menší těleso je stále zcela uvnitř disku většího tělesa a právě se znovu dotklo jeho okraje, pohybuje se směrem ven
4. Čtvrtý kontakt: menší těleso zcela opouští disk většího tělesa[2]

Dalším význačným bodem je střed či maximální fáze přechodu, kdy se menší těleso ocitá uprostřed své cesty napříč kotoučem většího tělesa.

## Vzájemné přechody a zákryty planet
Ve vzácných případech mohou přes sebe přecházet i planety. Při pohledu ze Země taková situace nastane nejdříve 22. listopadu 2065 okolo 12:43 UTC, kdy Venuše, která se bude nacházet poblíž místa horní konjunkce se Sluncem (takže její úhlový průměr bude 10,6"), přejde přes Jupiter (o úhlovém průměru 30,9"). Krátce před svým přechodem přes Jupiter Venuše zakryje jeho měsíc Ganymed, a to okolo 11:24 UTC (při pohledu z nejjižnějších částí Země). Skutečné časy pozorování se však budou lišit až o několik minut, v závislosti na přesné poloze pozorovatele. Úkazy však nastanou pouze 8° západně od slunečního kotouče, takže pro nechráněné oko nebudou viditelné.

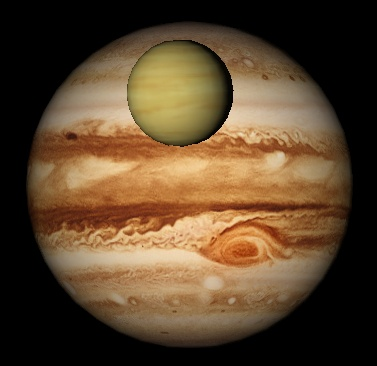
Simulace přechodu Venuše přes Jupiter, který nastal 3. ledna 1818

Mezi lety 1700 a 2200 nastalo či nastane pouze 18 vzájemných přechodů a zákrytů planet pozorovatelných ze Země. Nápadná je zejména dlouhá pauza mezi lety 1818 a 2065.
- 19. září 1702 – zákryt Neptunu Jupiterem
- 20. července 1705 – přechod Merkuru přes Jupiter
- 14. července 1708 – zákryt Uranu Merkurem
- 4. října 1708 – přechod Merkuru přes Jupiter
- 28. května 1737 – zákryt Merkuru Venuší
- 19. srpna 1771 – přechod Venuše přes Saturn
- 21. července 1793 – zákryt Uranu Merkurem
- 9. prosince 1808 – přechod Merkuru přes Saturn
- 3. ledna 1818 – přechod Venuše přes Jupiter
- 22. listopadu 2065 – přechod Venuše přes Jupiter
- 15. července 2067 – zákryt Neptunu Merkurem
- 11. srpna 2079 – zákryt Marsu Merkurem
- 27. října 2088 – přechod Merkuru přes Jupiter
- 7. dubna 2094 – přechod Merkuru přes Jupiter
- 21. srpna 2104 – zákryt Neptunu Venuší
- 14. září 2123 – přechod Venuše přes Jupiter
- 29. července 2126 – zákryt Marsu Merkurem
- 3. prosince 2133 – zákryt Merkuru Venuší

Zajímavý přechod nastane také 1. prosince 40 396 pozemského času, kdy při pohledu ze Země Uran přejde přes Neptun.
Jen velmi málo planetárních přechodů a zákrytů bylo též pozorováno. Jediným podrobně zaznamenaným vzájemným zákrytem dvou planet je zákryt Merkuru Venuší roku 1737, a to díky pozorování Johna Bevise z Greenwichské observatoře. Přechod Marsu přes Jupiter 12. září 1170 pozoroval mnich Gervase v Canterbury a také čínští hvězdáři. 3. října 1590 pozoroval Michael Maestlin v Heidelbergu zákryt Marsu Venuší.